# Gundomaro
Gundomaro (... – 486) fu re dei Burgundi, governando la zona di Vienne dal 473 circa al 486.

## Origini
Era figlio del re dei Burgundi, Gundioco e della moglie, una sorella del Patrizio Ricimero.

## Biografia
Gregorio di Tours lo cita assieme ai fratelli Gundobado, Godegiselo e Chilperico II, come figli di Gundioco e anche il successivo Liber Historiæ Francorum lo cita assieme ai fratelli come figlio di Gundioco, della stirpe del re visigoto, Atanarico.
Alla morte del padre, avvenuta nel 473 circa, Gundomaro assieme ai fratelli Gundobado, Godegiselo e Chilperico II, ascesero al trono, condividendolo con lo zio, Chilperico I.
A Gundomaro toccò di governare un tratto della valle del Rodano con sede a Vienne, mentre i fratelli governavano rispettivamente: Godegiselo la valle del Doubs, con sede a Besançon, Chilperico II la valle della Saona, con sede a Lione, e Gundobado l'alta valle del Rodano con sede a Ginevra.
Dopo la morte dello zio Chilperico I si iniziò lotta fra i fratelli, per la supremazia, nel regno e Gundamaro, nel corso del 486, fu fatto assassinare da Gundobado.

## Discendenti
Di Gundomaro, non si conosce se ebbe mogli e non si ha notizia di alcuna discendenza.